# Gaëtane Prouvost
Pour les articles homonymes, voir Prouvost et Famille Prouvost.
Gaëtane Prouvost (née le 21 juillet 1954 à Lille) est une violoniste française dans la tradition de l'École franco-belge.

## Biographie
Membre de la Famille Prouvost, Gaëtane Prouvost, est la fille de Christian Prouvost (1927-2011) et de Brigitte Virnot. Elle épouse Charles de Couëssin d'où quatre enfants.
Elle étudie au Conservatoire national supérieur de musique de Paris avec Roland Charmy et Jean Hubeau. Elle poursuit sa formation à la Juilliard School de New York avec Ivan Galamian et Samuel Rhodes.
En 1976, elle interprète en première et avec l'auteur la Sonate pour violon et piano no 3 The Meeting of the Waters d'Olivier Greif.
En 2005, au domaine du Gouste Soulet près de Marseille, elle participe en compagnie de Marie-Christine Barrault et Yves Henry au spectacle mêlant littérature et musique intitulé Vol de nuit.
Elle enregistre chez Forlane, avec Abdel Rahman El Bacha, deux sonates de Prokofiev pour violon et piano.
En 2005, elle enregistre, avec Laurent Cabasso, au Théâtre de Mayenne, pour le label Integral Musique, des partitions pour violon et piano de Gabriel Pierné .
En 2008, elle enregistre l'œuvre pour violon et piano de la compositrice française Louise Farrenc pour le label Continuo Classics.
Elle est l'une des artistes phare du Festival de musique classique Les Estivales en Puisaye  sous la direction de Rémi Gousseau, qui se tient chaque année depuis 2002 en Puisaye, dans l'Yonne, la Nièvre et le Loiret,.
Avec Charles de Couëssin, elle a publié un ouvrage préfacé par Marcel Landowski, sur Zino Francescatti : Zino Francescatti (1902-1991) : le chant du violon (1999) dont elle a été élève et a enregistré et transcrit les œuvres,.
En 2019, elle enregistre pour le label EnPhases, distribué par Outhere, la sonate de Vincent d'Indy et son Andante (en première mondiale), ainsi que celle d'Albert Dupuis et la pièce Dans la tourmente d'Ermend Bonnal.
Aux côtés de Lambert Wilson et Alexandra Stewart, elle crée le spectacle La Princesse et le Musicien sur un livret de Gérard Bonal.
Un récent enregistrement avec Dana Ciocalie et Mara Dobresco (piano) rend hommage à Gabriel Fauré qui fut le maître d'élèves aussi prestigieux que Maurice Ravel, Georges Enesco et Lili Boulanger.

## Publications
- Charles de Couëssin, Gaëtane Prouvost, Zino Francescatti (1902-1991) : le chant du violon, Paris, L'Harmattan, 1999.